# Зуга, Игорь Михайлович
И́горь Миха́йлович Зу́га (род. 4 июня 1962, Киселёвск, Кемеровская область) — российский государственный деятель, экс-сенатор Совета Федерации — представитель от высшего органа исполнительной власти Омской области (2012—2015), член Политического совета Омского регионального отделения Всероссийской политической партии «Единая Россия», Председатель Омского регионального отделения Общероссийской общественной организации «Всероссийский Совет местного самоуправления», генеральный директор публичного акционерного общества «ОНХП».

## Биография
Окончил Кемеровский технологический институт (1984), Всесоюзный заочный финансово-экономический институт (1992) (ныне Финансовый университет при Правительстве РФ), квалификация: «инженер-механик», «экономист». Учёная степень: кандидат технических наук

## Трудовая деятельность
- 1984—1991  — главный механик Омского дрожжевого завода;
- 1992—2001 — генеральный директор ОАО «Сибпромсервис»;
- 2001—2012 — генеральный директор ОАО «Омскнефтехимпроект»;
- 2012 — сентябрь 2015 — Член Совета Федерации Федерального Собрания Российской Федерации;
- С 2016 — Генеральный директор ПАО «ОНХП» (ранее — Омскнефтехимпроект).

## Политическая деятельность
- В 2002 году избран депутатом Омского городского Совета III созыва по Октябрьскому административному округу г. Омска. — возглавлял комиссию по вопросам образования, науки, культуры, молодёжной политики и спорта.
- 2007—2012 — депутат Законодательного Собрания Омской области IV, V созывов (избран по одномандатному избирательному округу № 10). — возглавлял комитет по образованию, науке, культуре и молодёжной политике (V созыв)
- С 29 августа 2012 года указом Губернатора Омской области был назначен представителем от Правительства Омской области в Совете Федерации Федерального Собрания РФ
- являлся членом Комитета Совета Федерации по федеративному устройству, региональной политике, местному самоуправлению и делам Севера.
- возглавлял Временную комиссию Совета Федерации по вопросам развития законодательства РФ об инженерной и инжиниринговой деятельности.
- являлся заместителем сопредседателя от российской части Комиссии по сотрудничеству Совета Федерации Федерального Собрания РФ и Сената Парламента Республики Казахстан. В сентябре 2015 года сложил полномочия сенатора.
- С 2016 — депутат Законодательного Собрания Омской области VI созыва, член комитета Законодательного Собрания по образованию, науке, культуре и молодёжной политике, член Региональной комиссии по совершенствованию системы обращения с отходами производства и потребления в Омской области, член Совета глав муниципальных образований при Губернаторе Омской области, член Совета по Арктике и Антарктике Совета Федерации Федерального Собрания РФ. Член Политического совета Омского регионального отделения Всероссийской политической партии «Единая Россия».

## Общественная деятельность
Председатель Омского регионального отделения Общероссийской общественной организации «Всероссийский Совет местного самоуправления».

## Награды
- Почётное звание «Почётный работник топливно-энергетического комплекса»
- Почётная грамота Министерства промышленности и энергетики РФ за большой личный вклад в развитие топливно-энергетического комплекса, многолетний добросовестный труд и в связи со знаменательной датой со дня образования ОАО «ОМСКНЕФТЕХИМПРОЕКТ».
- Благодарность Председателя Совета Федерации Федерального Собрания РФ В. И. Матвиенко за активное участие в подготовке и проведении 21-й сессии Азиатско-Тихоокеанского парламентского форума
- Почётная грамота Председателя Совета Федерации Федерального Собрания РФ В. И. Матвиенко за многолетний добросовестный труд, большой вклад в развитие парламентаризма в Российской Федерации и совершенствование федерального законодательства.
- Почётная грамота Ассоциации нефтепереработчиков и нефтехимиков России за большой личный вклад в развитие института и внедрение современного программного обеспечения в области проектирования объектов нефтепереработки и нефтехимии и в связи с 55-летием со дня образования ОАО «Омскнефтехимпроект»
- Почётная грамота Администрации Омской области за безупречный многолетний труд и в связи со 180-летием образования области
- Почётная грамота Правительства Омской области за многолетний безупречный труд, высокое профессиональное мастерство и в связи с 50-летием со дня рождения
- Благодарственное письмо Мэра г. Омска за активное участие и всестороннюю помощь в подготовке к 287-летию г. Омска.
- Памятный знак к Медали ВСМС им. В. А. Петухова «ДОЛГ СОВЕСТЬ ЧЕСТЬ».

## Семья
Женат, три дочери.